# Market Harborough
Market Harborough är en stad och en unparished area i distriktet Harborough i Leicestershire i England. Orten har 21 894  invånare (2011).